# Jerry Dipoto
Gerard Peter Dipoto (né le 24 mai 1968 à Jersey City, New Jersey, États-Unis) est un ancien joueur de baseball et l'actuel directeur général des Mariners de Seattle de la Ligue majeure de baseball.
Il évolue comme lanceur de relève dans la Ligue majeure de baseball de 1993 à 2000. D'octobre 2011 à juin 2015, il est le directeur général des Angels de Los Angeles.

## Carrière de joueur
Jerry Dipoto joue au baseball pour les Rams de la Virginia Commonwealth University et est repêché au 3e tour de sélection par les Indians de Cleveland en 1989. Il fait ses débuts dans le baseball majeur avec Cleveland le 11 mai 1993 et connaît une brillante première saison : avec une moyenne de points mérités de seulement 2,40 en 56 manches et un tiers lancées lors de 46 apparitions au monticule, le lanceur de relève droitier termine 8e du vote de fin de saison désignant la recrue de l'année en Ligue américaine. Utilisé un temps comme stoppeur, il protège 11 victoires des Indians.
En mars 1994, Dipoto subi une thyroïdectomie pour guérir un cancer de la thyroïde. Il ne lance que 8 matchs pour Cleveland en 1994 et joue surtout pour les Knights de Charlotte, leur principal club-école en ligues mineures. 
Le 18 novembre 1994, il est le joueur clé dans un échange entre les Indians et les Mets de New York : Cleveland acquiert le voltigeur Jeromy Burnitz et le lanceur droitier Joe Roa en échange de Dipoto et de ses collègues lanceurs droitiers Dave Mlicki et Paul Byrd. Dipoto est beaucoup utilisé par les Mets dans les deux saisons qui suivent : le releveur effectue 115 présences au monticule en 1995 et 1996, remporte 11 victoires contre 8 défaites et affiche une moyenne de points mérités de 3,98 en 156 manches lancées au total.
Le 27 novembre 1996, les Mets cèdent Dipoto aux Rockies du Colorado en retour du vétéran lanceur droitier Armando Reynoso. Dipoto joue au Colorado les 4 dernières saisons de sa carrière. Sa moyenne de points mérités chez les Rockies s'élève à 4,21 en 222 matchs et 267 manches et un tiers lancées. Il réalise 16 et 19 sauvetages, respectivement, lors des saisons 1997 et 1998. Même s'il n'est jamais utilisé comme lanceur partant, il cumule un nombre assez élevé de manches lancées en 1997 (95 et deux tiers en 74 matchs) et en 1999 (86 manches et deux tiers en 63 parties). 
Jerry Dipoto a joué 8 saisons et disputé 390 matchs dans les Ligues majeures. Il compte 27 victoires, 24 défaites, 49 sauvetages, 352 retraits sur des prises et sa moyenne de points mérités s'élève à 4,05 en 495 manches et un tiers lancées au total.

## Carrière de dirigeant
En 2003, Jerry Dipoto devient dépisteur de talents pour les Red Sox de Boston et fait partie de l'organisation lorsque la franchise remporte la Série mondiale 2004. En 2005, son ancien club, les Rockies du Colorado, l'engage comme directeur du recrutement.

### Diamondbacks de l'Arizona
Avant la saison 2006, Dipoto est engagé par les Diamondbacks de l'Arizona, où il supervise les efforts de recrutement de nouveaux talents et procède à l'évaluation des joueurs à tous les niveaux de l'organisation. En 2008, il est l'un des candidats pour devenir le directeur-gérant des Mariners de Seattle mais n'est pas retenu.
Le 1er juillet 2010, il est nommé directeur-gérant par intérim des Diamondbacks lorsque Josh Byrnes est congédié de ce poste. Il assure la transition qui mène à l'entrée en fonctions du directeur-gérant suivant, Kevin Towers, le 22 septembre 2010 mais n'est pas inactif durant ses 12 semaines à la barre, alors qu'il transige avec d'autres clubs pour acquérir, notamment, les lanceurs Daniel Hudson des White Sox de Chicago en retour d'Edwin Jackson, et Joe Saunders des Angels de Los Angeles en échange de Dan Haren. Après septembre 2010, Dipoto est de retour dans ses fonctions précédentes en plus d'être l'assistant de Kevin Towers.

### Angels de Los Angeles
Le 29 octobre 2011, quelques jours après avoir passé un entretien d'embauche pour un poste similaire chez les Orioles de Baltimore, Jerry Dipoto est nommé directeur-gérant des Angels de Los Angeles le 29 octobre 2011. Il succède à Tony Reagins. 
En décembre suivant, c'est Dipoto qui met sous contrat la vedette Albert Pujols. La vedette des Cardinals de Saint-Louis, à quelques jours de ses 31 ans, signe un contrat de 254 millions de dollars US pour 10 ans avec les Angels. L'annonce de cette arrivée est faite en même temps que celle d'un autre agent libre, le lanceur C. J. Wilson, à qui sont promis 77,5 millions de dollars pour cinq saisons. Un an plus tard, un autre ancien lauréat du prix du joueur par excellence de la saison vient joindre Pujols et les Angels : Josh Hamilton accepte un contrat de 125 millions de dollars pour cinq saisons. Les Angels sont critiqués pour ces gestes tape-à-l'œil, qui accaparent une large part du budget du club pour de nombreuses saisons, mais le blâme est surtout jeté sur le propriétaire de la franchise, qui est celui qui a délié les cordons de la bourse et qui, croit-on, a commandé à Dipoto de faire des offres extravagantes à Pujols et Hamilton. Une signature de contrat beaucoup plus célébrée par les supporters des Angels est celle annoncée en mars 2014, lorsque les Angels prolongent pour 6 ans, au coût de 144,5 millions de dollars, le contrat de la jeune superstar Mike Trout, qui quelques mois plus tard remporte à 23 ans le prix du joueur par excellence de la Ligue américaine.
Décevants en 2012 et 2013, les Angels sont la meilleure équipe du baseball majeur au terme de la saison régulière 2014 avec 98 victoires et 64 défaites, et ce malgré de misérables saisons de Wilson et Hamilton et un retour timoré à la forme de Pujols. Ils décrochent leur premier titre de la division Ouest de la Ligue américaine depuis 2009 mais leur parcours en séries éliminatoires est d'entrée de jeu coupé net par une piètre performance et trois défaites consécutives aux mains des Royals de Kansas City.
La relation entre Dipoto et le gérant de longue date des Angels, Mike Scioscia, est notoirement tendue au cours des 3 années et demie où Dipoto est en poste, et ce, malgré une accalmie au cours de la belle saison de 98 victoires en 2014. Scioscia en veut particulièrement à Dipoto d'avoir congédié en 2012 son instructeur des frappeurs, Mickey Hatcher. Épuisé par ces tensions, Dipoto démissionne de son poste de directeur général le 1er juillet 2015 et est remplacé sur une base intérimaire par l'ancien directeur-général Bill Stoneman.

### Mariners de Seattle
Le 28 septembre 2015, Jerry Dipoto est nommé directeur général des Mariners de Seattle, prenant le poste laissé vacant par le congédiement un mois plus tôt de Jack Zduriencik.

## Vie personnelle
Jerry Dipoto est un Américain d'origine italienne. Avec son épouse Tamie, il a deux filles (Taylor et Jordan) et un fils (Jonah).